# Juan Felipe Osorio
Juan Felipe Osorio Arvoredo, 30 de janeiro de 1995 em La Unión (Antioquia), é um ciclista colombiano, membro da equipa Burgos-BH.

## Biografia
Em 1 de outubro de 2016, consegue em solitário a nona e última etapa do Clássico RCN, avançando com dez segundos ao pelotão regulado pelo seu colega Sebastián Molano.
Em 2019, Juan Felipe Osorio ataca a sua sexta temporada numa formação focada por Luis Fernando Saldarriaga. No início de fevereiro, é o último a resistir a Óscar Quiroz na rampa final do campeonato da Colômbia em estrada. Ele consegue não obstante a medalha de prata. Em abril, obtém dois postos enquanto está na Europa com a sua equipa (um décimo lugar na Klasika Primavera e o troféu dos escaladores do Circuito de la Sarthe). Após a paragem das atividades da formação Manzana Postobón em maio, Osorio participou  com a equipa Super Giros na Volta à Colômbia e ao Clássico RCN. Acede igualmente ao décimo terceiro posto na Volta a Portugal nas fileiras da formação portuguesa UD Oliveirense/InOutbuild.
Em 2020, Juan Felipe Osorio parte para reforçar a equipa continental profissional Burgos BH.

## Palmarés
- 2011
  - 3.º do campeonato da Colômbia do contrarrelógio cadetes
- 2013
  - 3.º do campeonato da Colômbia em estrada juniores
  - 3.º do campeonato da Colômbia do contrarrelógio juniores
- 2016
  -     - 9. ª etapa do Clássico RCN
- 2019
  - 2.º do campeonato da Colômbia em estrada

## Resultados nas grandes voltas

### Volta a Espanha
1 participação
- 2017 : 87.º

## Classificações mundiais
| Ano             | 2017   | 2018   |
| UCI Europe Tour | 1 523. | 1 860  |
| UCI Asia Tour   |        | 482.º. |